# Vsevolod Sanaev
Vsevolod Sanaev (Tula, 25 febbraio 1912 – Mosca, 27 gennaio 1996) è stato un attore sovietico.

## Filmografia parziale

### Attore
- Il cuore dei quattro (Сердца четырёх), regia di Konstantin Konstantinovič Judin (1941)
- V gorach Jugoslavii (В горах Югославии), regia di Abram Matveevič Room (1946)
- Pervyj ėšelon (Первый эшелон), regia di Michail Konstantinovič Kalatozov (1955)
- Poljuško-pole (Полюшко-поле), regia di Vera Pavlovna Stroeva (1956)
- Ballata di un soldato (Ballada o soldate), regia di Grigorij Naumovič Čuchraj (1959)

## Premi
- Artista onorato della RSFSR
- Artista popolare della RSFSR
- Artista del popolo dell'Unione Sovietica
- Ordine di Lenin
- Ordine della Bandiera rossa del lavoro
- Ordine della Rivoluzione d'ottobre
- Medaglia per distinzione nel lavoro
- Medaglia commemorativa per il giubileo dei 100 anni dalla nascita di Vladimir Il'ič Lenin